# Klangforum Wien
Klangforum Wien is een muzikantencollectief met een kern van 24 musici, dat is opgericht in 1985. Het door componist Beat Furrer opgerichte ensemble bestaat louter uit solisten, die per uitvoering/opname bij elkaar worden gezet om hedendaagse muziek te spelen. Daarbij heeft elke muzikant evenveel zeggenschap over de uit te voeren muziek.
Vaste gastdirigent sinds 1997 is Sylvain Cambreling.

## Bron
- diverse opnamen op Kairos
- Klangforum